# ریچارد لستر
 ریچارد لستر (انگلیسی: Richard Lester؛ زادهٔ ۱۹ ژانویهٔ ۱۹۳۲) تهیه‌کننده و کارگردان اهل ایالات متحده آمریکا است. 
از فیلم‌هایی که وی در آن‌ها نقش داشته‌است، می‌توان به شب‌زنده‌داری با بزن و بکوب و ریتز اشاره نمود.